# Deliochus
Genre
Deliochus est un genre d'araignées aranéomorphes de la famille des Araneidae.

## Distribution
Les espèces de ce genre se rencontre en Australie et en Papouasie-Nouvelle-Guinée.

## Liste des espèces
Selon World Spider Catalog (version 25.0, 19/03/2024) :
- Deliochus humilis (L. Koch, 1867)
- Deliochus idoneus (Keyserling, 1887)
- Deliochus pulcher Rainbow, 1916
- Deliochus zelivira (Keyserling, 1887)

## Systématique et taxinomie
Ce genre a été décrit par Simon en 1894 dans les Argiopidae. Il est placé dans les Phonognathidae par Kuntner et al. en 2023 puis dans les Araneidae par Hormiga et al. en 2023.

## Publication originale
- Simon, 1894 : Histoire naturelle des araignées. Paris, vol. 1, p. 489-760 (texte intégral).